# 670 до н. е.

## Події
- Асархаддон призначає свого сина Шамаш-шум-укіна спадкоємцем престолу Вавилону, рівним по рангу зі спадкоємцем ассирійського трону Ашшурбаніпалом.
- Заснування Абідоса на Геллеспонті.